# Anita Blake
Anita Blake é uma personagem da série de romances "Anita Blake: Vampire Hunter", da escritora Laurell K. Hamilton. Subsequentemente, ela também aparece na adaptação da primeira novela de Dabel Brothers/Marvel Comics, "Guilty Pleasures".

## Enredo
A série se passa num mundo fantástico paralelo onde os vampiros, metamorfos, lobisomens, fadas, etc existem. Seu trabalho à noite e sua principal fonte de renda é a profissão legalizada de reanimadora dos mortos. Como animadora em uma St. Louis paralela, o seu trabalho implica a criação de habilidades mágicas para trazer vida temporariamente para os corpos, e interrogá-los para fins legais. Ela é uma necromante, que lhe permite controlar os mortos, incluindo vampiros e zumbis, mas não fantasmas e monstros. Ela também é uma caçadora de vampiros licenciado (A "Executora", como é conhecida), constantemente se envolvendo em investigações policiais. Em seu mundo esta profissão envolve perseguir e matar os vampiros que assassinaram os seres humanos. Ela também é solicitada a auxiliar a "Equipe de Investigação Sobrenatural Regional" (RPIT, no original), que investiga crimes envolvendo magia, vampiros, lobisomens e outras criaturas sobrenaturais.
Uma forte protagonista da série, Blake é muito direta, irreverente e muito competente na realização das investigações em que esta envolvida. Ela é formada em judô, kenpo e sabe como usar diversas armas, mas é mais eficiente com armas de fogo. Ela também é uma cristã devota, o que muitas vezes cria dilemas morais para a personagem. Ela é atualmente da fé episcopal, tendo abandonado o catolicismo desde que a Igreja Católica excomungou todos os animadores. Ela é de origem mista: Sua mãe era mexicana e a família do pai dela era alemã.
Foram publicados 22 livros nos Estados Unidos, no Brasil foram publicados apenas oito livros, como por exemplo,  'Prazeres Malditos', 'Cadáver que ri', 'Circo dos Condenados', 'Café dos Loucos' e 'Ossos Sangrentos' pela editora Rocco.
Há algum tempo a Marvel (EUA) vem lançando Comics (HQ's) baseadas no livros. Ainda sem lançamento no Brasil

## Livros
1. Guilty Pleasures - 1993 (BR: Prazeres Malditos)
2. The Laughing Corpse - 1994 (BR: O Cadáver que ri)
3. Circus of the Damned - 1995 (BR: Circo dos Condenados)
4. The Lunatic Cafe - 1995 (BR: Café dos Loucos)
5. Bloody Bones - 1996  (BR: Ossos Sangrentos)
6. The Killing Dance - 1997 (Tradução Livre: A Dança Mortal)
7. Burnt Offerings - 1998 (Tradução Livre: Oferendas Queimadas)
8. Blue Moon - 1998 (Tradução Livre: Lua Azul)
9. Bite - 2000 (Tradução Livre: Mordida)
10. Obsidian Butterfly - 2000 (Tradução Livre: Borboleta Obsidiana)
11. Narcissus in Chains - 2001 (Tradução Livre: Narcisos Acorrentados)
12. Cerulean Sins - 2003 (Tradução Livre: Pecados Cruéis)
13. Incubus Dreams - 2005 (Tradução Livre: O Sonho do Incubo)
14. Micah - 2006 (Tradução Livre: Micah)
15. Danse Macabre - 2006 (Tradução Livre: Dança Macabra)
16. The Harlequin - 2007 (Tradução Livre: O Arlequin)
17. Blood Noir - 2008 (Tradução Livre: Sangue Negro)
18. Skin Trade - 2009 (Tradução Livre: Negociação de Pele)
19. Flirt - 2010 (Tradução Livre: Flerte)
20. Bullet - 2010 (Tradução Livre: Bala)
21. Hit List - 2011 (Tradução Livre: Lista Negra)
22. Beauty - 2012 (Tradução Livre: Beleza)
23. Kiss the Dead - 2012 (Tradução Livre: Beije o Morto)
24. Dancing - 2013 (Tradução Livre: Dançando)
25. Shutdown - 2013 (Tradução Livre: Encerramento)
26. Affliction - 2013 (Tradução Livre: Aflição)
27. Jason - 2014 (Tradução Livre: Jason)
28. Dead Ice - 2015 (Tradução Livre: Gelo Morto)
29. Wounded - 2016 (Tradução Livre: Ferido)
30. Crimson Dead - 2016 (Tradução Livre: Morte Carmesim)
31. A Girl, A Goat And A Zombie - 2017 (Tradução Livre: Uma Garota, Uma Cabra e Um Zumbi)
32. Serpentine - 2018 (Tradução Livre: Serpente)

## Quadrinhos

### Guilty Pleasures
Volumes:
Guilty Pleasures 01
Guilty Pleasures 02
Guilty Pleasures 03
Guilty Pleasures 04
Guilty Pleasures 05
Guilty Pleasures 06
Guilty Pleasures 07
Guilty Pleasures 08
Guilty Pleasures 09
Guilty Pleasures 10
Guilty Pleasures 11
Guilty Pleasures 12

### The First Death
Volumes:
The First Death - 01
The First Death - 02

### The Laughing Corpse
Volumes:
The Laughing Corpse 01
The Laughing Corpse 02
The Laughing Corpse 03
The Laughing Corpse 04
The Laughing Corpse 05
The Laughing Corpse 06 - Necromancer - 01
The Laughing Corpse 07 - Necromancer - 02
The Laughing Corpse 08 - Necromancer - 03
The Laughing Corpse 09 - Necromancer - 04
The Laughing Corpse 10 - Necromancer - 05
The Laughing Corpse 11 - Executioner - 01
The Laughing Corpse 12 - Executioner - 02
The Laughing Corpse 13 - Executioner - 03
The Laughing Corpse 14 - Executioner - 04
The Laughing Corpse 15 - Executioner - 05

### Circus of The Damned
Volumes:
Circus of The Damned 01 - The Charmer - 01
Circus of The Damned 02 - The Charmer - 02
Circus of The Damned 03 - The Charmer - 03
Circus of The Damned 04 - The Charmer - 04
Circus of The Damned 05 - The Charmer - 05
Circus of The Damned 06 - The Ingenue - 01
Circus of The Damned 07 - The Ingenue - 02
Circus of The Damned 08 - The Ingenue - 03